# Hilary Grivich
Hilary Grivich (Houston, Texas, Estados Unidos, 23 de mayo de 1977-4 de mayo de 1997) fue una gimnasta artística estadounidense, subcampeona mundial en 1991 en el concurso por equipos.

## Carrera deportiva
En el Mundial de Indianápolis 1991 gana la plata por equipos, tras la Unión Soviética y por delante de Rumania, siendo sus compañeras de equipo: Shannon Miller, Kim Zmeskal, Betty Okino, Kerri Strug y Michelle Campi.